# Palazzo Mengarini

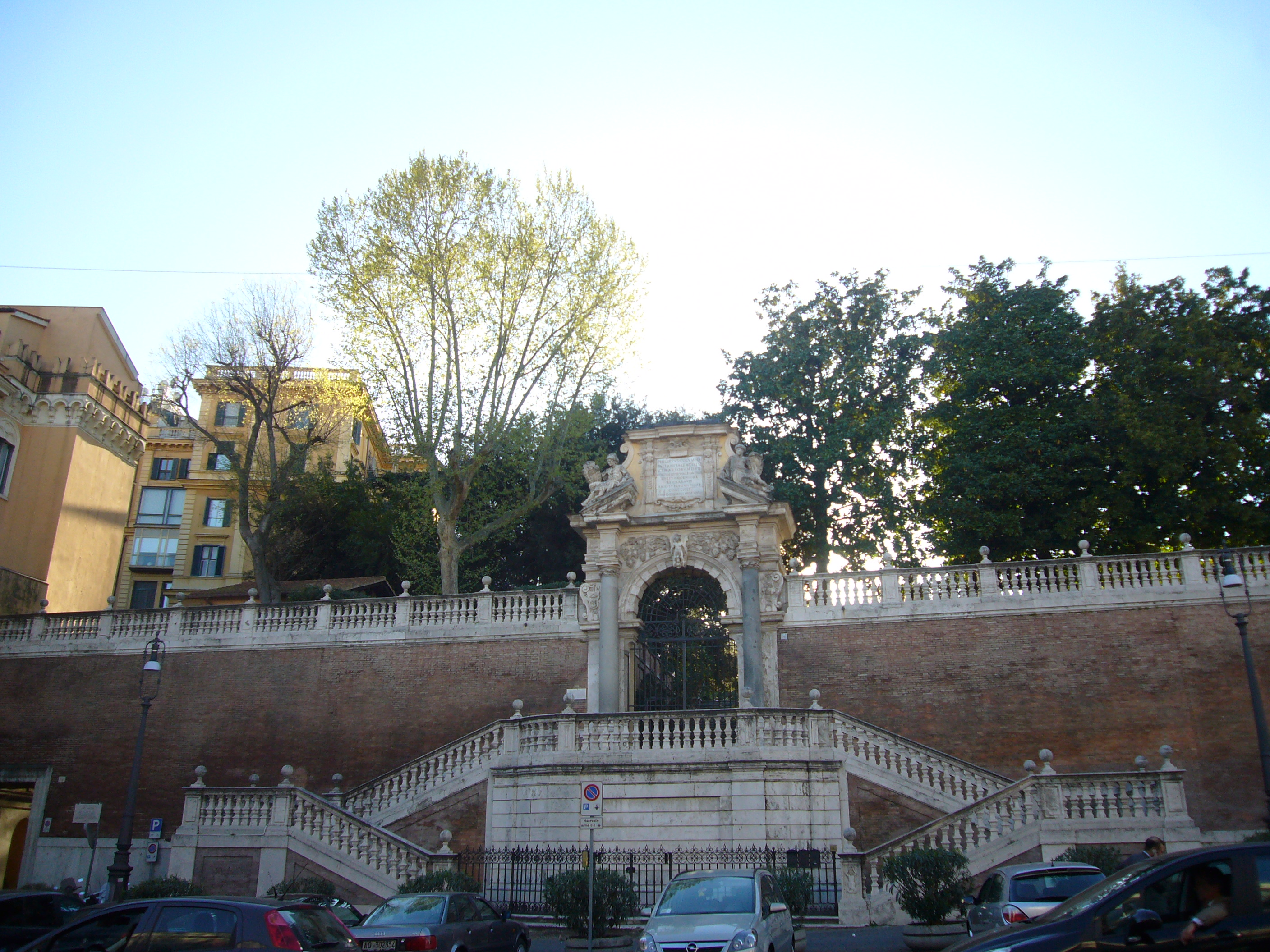
Links im Hintergrund das gelbe Gebäude ist der Palazzo Mengarini

Der Palazzo Mengarini ist ein Palast in der Innenstadt von Rom.

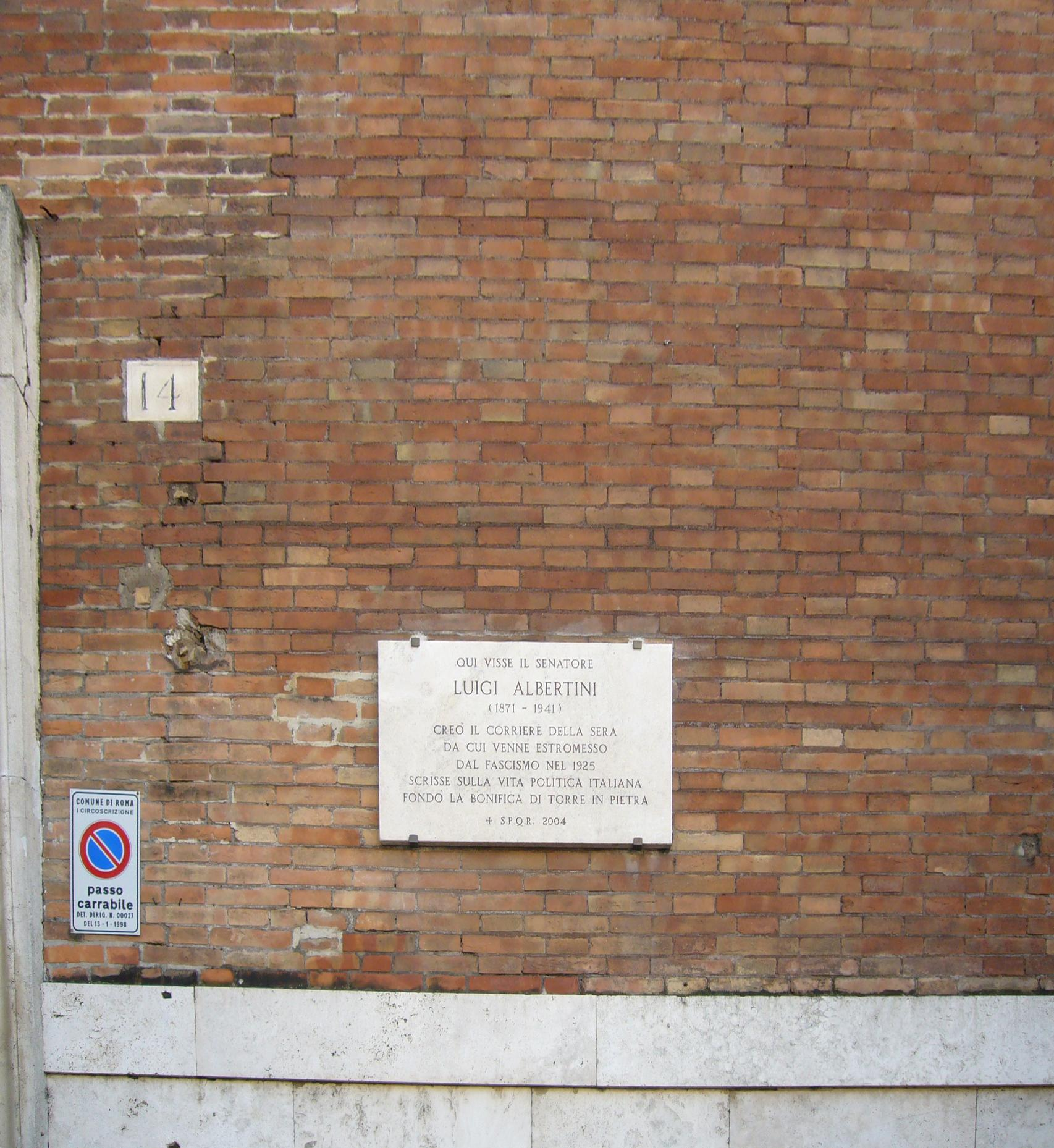
Erinnerungstafel an Senator Luigi Albertini neben dem Eingang zum Palazzo Mengarini

## Geographische Lage
Der Palazzo Mengarini liegt auf dem Quirinal-Hügel im Municipio I, Stadtteil Trevi am Südrand der Giardini di Montecavallo.
Sein Eingang befindet sich in der Via Ventiquattro Maggio links neben der Treppe zum Eingang in die Giardini di Montecavallo.
Neben dem Eingang befindet sich eine Erinnerungstafel an den Senator Luigi Albertini mit dem Text:

“Qui visse il Senatore Luigi Albertini (1871–1941) Creo il Corriere della Sera da cui venne estromesso dal Fascismo nel 1925 scrisse sulla Vita politica italiana fondo la Bonifica di Torre in Pietra.”

„Hier lebte Senator Luigi Albertini (1871–1941). Er schuf den Corriere della Sera, aus dem er 1925 vom Faschismus verdrängt wurde. Er schrieb über das politische italienische Leben und gründete die Wein-Kulturen von Torre in Pietra.“

## Geschichte
Der Palazzo Mengarini wurde 1880 unter Leitung des Architekten Gaetano Koch für Guglielmo Mengarini im Stil des Historismus errichtet.
Ab 1884 wohnte hier das Ehepaar Guglielmo Mengarini und Margarete Traube-Mengarini mit seinen drei Kindern.
Hier hielt Margarete Traube ihren Salon, in dem viele berühmte Wissenschaftler verkehrten, darunter:
der Historiker Theodor Mommsen, der Klassische Archäologe Emanuel Loewy,
der Physiker und Mathematiker Pietro Blaserna, der Klassische Archäologe Adolf Furtwängler
und ihr Bruder, der Klassische Philologe Ludwig Traube.
Von 1915 bis zu seinem Tod 1941 gehörte der Palazzo Luigi Albertini.
Nach dessen Tod war er Eigentum der Tochter Albertinis, Elena Albertini, Ehefrau von Nicolò Carandini.
Seither ist der Palazzo Eigentum der Carandini-Familie, die seine Wohnungen vermietet.
In den 1950er Jahren war der Palazzo Residenz der Familie Agnelli.
Die Wohnung im vorletzten Stock bewohnte Gianni Agnelli,
die Wohnung im obersten Stock dessen Schwester Susanna Agnelli.
Eine andere Wohnung bewohnte der Filmproduzent Robert Haggiag.
Der Palazzo Mengarini liegt in der Altstadt von Rom, die 1980 zum UNESCO-Welterbe erklärt wurde.